# ご両人登場
『ご両人登場』（ごりょうにんとうじょう）は、1967年11月7日から1973年9月25日まで日本テレビ系列局で放送されていた日本テレビ製作のトーク番組である。当初はモノクロ放送だったが、1970年4月7日からカラー放送となった。

## 概要
桂米朝が司会を務めていた公開形式のトーク番組で、毎回著名人夫婦を招いては彼らから結婚秘話を聞き出していた。

## プロデューサー
細野邦彦

## 放送時間
いずれも日本標準時。
- 火曜 22:30 - 23:00 （1967年11月7日 - 1972年3月28日）[3]
- 月曜 22:00 - 22:30 （1972年4月3日 - 1973年3月26日）
- 火曜 22:30 - 22:55 （1973年4月3日 - 1973年9月25日） - 火曜22:30枠へ復帰するとともに放送枠が5分縮小。

## 後日談
2015年5月17日に放送された『笑点』の「大喜利」で、林家たい平が「座布団十枚」を達成。司会の桂歌丸から「『笑点』50年に相応しい物凄い賞品」として、「日本テレビ（麹町社屋＝旧本社）地下3階の鍵」が手渡され、たい平に「この中に物凄いお宝が眠っている」と発言して、そのお宝を発掘するようにたい平に頼んだところ、翌々週5月31日の放送で、この番組に歌丸と妻の椎名冨士子が出演した時の写真を発掘。大喜利の挨拶において歌丸の目の前でそれを公開した。なお、放送後の楽屋でたい平がその写真に歌丸直筆のサインを貰った様子が、6月10日の『笑点特大号』（BS日テレ）で紹介された。ちなみに、当番組の初回である1967年11月7日は、「泥棒がとりもつ縁の巻」という題目で、歌丸夫妻とゲストとして師匠の桂米丸が出演している。